# اضطراب الشخصية المعادية للمجتمع
اضطراب الشخصية المعادية للمجتمع  أو اضطراب الشخصية المضادة للمجتمع  هو المسمى لهذا الاضطراب كما هو مذكور في الدليل التشخيصي والإحصائي للاضطرابات العقلية. واضطراب الشخصية المستهينة بالمجتمع هو مسمى مشابه أو مماثل للمفهوم المذكور في التصنيف الإحصائي الدولي للأمراض والمشاكل المتعلقة بالصحة، حيث ينص على أن يتضمن التشخيص على اضطراب الشخصية المعادية للمجتمع. وكلا الدليلان لديهما معايير مماثلة لكنها ليست متطابقة. وقد ذكر كلا الدليلان أيضا بأن تشخيصهما لهذا الاضطراب قد تمت الإشارة إليه أو يتضمن التشخيص على ما يشار إليه على أنه اعتلال نفسي أو اعتلال اجتماعي على الرغم من وجود الفروقات في بعض الأحيان.
تتصف الشخصية المعادية للمجتمع (أو المستهينة بالمجتمع) بأنماط شائعة كالاستخفاف بحقوق الآخرين أو انتهاكها. وقد يكون لدى الشخصية المعادية للمجتمع افتقار للحس الأخلاقي أو الضمير، تاريخ لأعمال إجرامية، مشاكل قانونية، وسلوك اندفاعي وعدواني.

## التشخيص

### الدليل التشخيصي والإحصائي الرابع للاضطرابات العقلية DSM IV-TR
يحدد الدليل التشخيصي والإحصائي الرابع للاضطرابات العقلية للجمعية الأمريكية للأطباء النفسيين APA، في نسخته الرابعة، اضطراب الشخصية المعادية للمجتمع (اضطرابات المحور الثاني في المجموعة الثانية) بما يلي:
أ‌) هناك أنماط منتشرة للاستخفاف بحقوق الآخرين وانتهاكها تظهر منذ سن 15عاما، ويستدل عليها بثلاثة أو أكثر مما يلي:
1. الفشل في الامتثال للمعايير الاجتماعية مع احترام السلوكيات القانونية ويتبين ذلك بارتكاب المريض للكثير من الأعمال التي تؤدي لاعتقاله عدة مرات.
2. الخداع ويتبين ذلك من خلال الكذب مرارا، استخدام الأسماء المستعارة، أو بخداع الآخرين من أجل الربح أو المتعة الشخصية.
3. الاندفاعية أو الفشل في التخطيط للمستقبل.
4. الانفعالية والعدوانية، واليتبين من خلال المشاجرات أو الاعتداءات الجسدية المتكررة.
5. الاستخفاف بسلامة نفسه أو سلامة الآخرين.
6. عدم تحمل المسؤولية باستمرار، ويتبين ذلك من خلال الفشل المتكرر في الحفاظ على سلوكيات العمل أو الوفاء بالالتزامات المادية.
7. الافتقار إلى الإحساس بالندم، كما يتضح بكون الشخص غير مبالٍ بالألم أو يبرر وجوده، سوء المعاملة، أو سرقة الآخرين.

ب‌) لا يقل عمر الفرد عن 18 عاما على الأقل.
ت‌) وجود دليل على الإصابة باضطرابات السلوك قبل عمر 15 عاما.
ث‌) ظهور السلوكيات المعادية للمجتمع ليست حصرا أثناء فترة الفصام أو نوبات الهوس.
يقع اضطراب الشخصية المعادية للمجتمع في المجموعة الدرامية/الشاردة لاضطرابات الشخصية. بما يعرف «بالمجموعة ب». ويحتفظ الدليل التشخيصي والإحصائي للاضطرابات العقلية بتشخيص اضطراب الشخصية المعادية للمجتمع ولكنه لم يعد موجودا في اضطرابات المحاور الأخرى كما هو الحال في الاضطرابات العقلية الأخرى.

### التصنيف الإحصائي الدولي العاشر للأمراض والمشاكل المتعلقة بالصحة ICD-10
يوجد لدى التصنيف الإحصائي الدولي للأمراض والمشاكل المتعلقة بالصحة التابع لمنظمة الصحة العالمية، الطبعة العاشرة، تشخيص يدعى باضطراب الشخصية المستهينة بالمجتمع (F60.2).
ويتصف هذا الاضطراب بثلاثة على الأقل مما يلي:
1. اللامبالاة القاسية لمشاعر الآخرين.
2. المواقف الكثيرة والمتكررة الدالة على عدم تحمل المسؤولية والاستخفاف بالمعايير الاجتماعية، القوانين، والالتزامات.
3. عدم القدرة على الحفاظ على علاقات دائمة، على الرغم من عدم وجود صعوبة في إقامتها.
4. قلة التسامح التي تصل إلى حد الإحباط وعتبة (عتبة الاستجابة النفسية) منخفضة للتخلص من العدوانية، بما في ذلك العنف.
5. عدم القدرة على تجربة الشعور بالذنب أو الاستفادة من التجارب لاسيما العقاب.
6. الاستعداد الملحوظ لالقاء اللوم على الآخرين أو تقديم تبريرات معقولة للسلوك الذي قاد الشخص على الانخراط في صراع مع المجتمع.

يذكر التصنيف الإحصائي الدولي للأمراض والمشاكل المتعلقة بالصحة بأن هذا التشخيص يتضمن «شخصية لا أخلاقية، معادية للمجتمع، منطوية، شخصيات معتلة نفسيا (أو سيكوباثية) وشخصيات معتلة اجتماعيا.» وعلى الرغم من أن اضطراب الشخصية المعادية للمجتمع ليس مرادفا لاضطراب السلوك، فإن وجود اضطراب السلوك أثناء مرحلة الطفولة أو المراهقة قد يزيد من دعم تشخيص اضطراب الشخصية المستهينة بالمجتمع. وقد يكون هناك أيضا وجود للانفعالية المستمرة كسمة متعلقة بهذا الاضطراب.
ومن متطلبات التصنيف الإحصائي الدولي للأمراض والمشاكل المتعلقة بالصحة بأن يلبي تشخيص أي اضطراب خاص بالشخصية أيضا مجموعة من معايير اضطرابات الشخصية العامة.

## أراء أخرى

### اعتلال نفسي
يعرّف الاعتلال نفسي عادةً باضطراب الشخصية الذي يتصف إلى حد ما بالسلوك المعادي للمجتمع، قلة الشعور بالندم، وضعف السيطرة على السلوك. تقيّم الخصال السيكوباثية باستخدام أدوات قياس مختلفة، بما في ذلك القائمة المرجعية المعدلة للاعتلال النفسي للباحث الكندي روبرت هير (PCL-R). و«الاعتلال النفسي» ليس مسمى رسمي لأي تشخيص لدى الدليل التشخيصي والإحصائي للاضطرابات العقلية أو التصنيف الإحصائي الدولي للأمراض والمشاكل المتعلقة بالصحة.
يعمل الطبيب النفسي الأمريكي هرفي كليكلي على الاعتلال النفسي مكوّنا الأساس للمعايير التشخيصية لاضطراب الشخصية المعادية للمجتمع، ولقد أعلن الدليل التشخيصي والإحصائي للاضطرابات العقلية أن اضطراب الشخصية المعادية للمجتمع قد أشير إليه أيضا بالاعتلال النفسي. ومع ذلك، ناقش النقاد أن اضطراب الشخصية المعادية ليس مرادفا للاعتلال النفسي وكذلك فإن المعايير التشخيصية ليست بالضبط نفسها، حيث أن المعايير المتعلقة بسمات الشخصية مؤكدة بشكل أقل نسبيا في السابق. وتوجد هذه الاختلافات في جزء منه لأنه كان يعتقد بأن مثل هذه السمات كان من الصعب قياسها بشكل موثوق وأنه كان من «السهل الاتفاق على السلوكيات التي تجسد الاضطراب بدلا من التركيز على أسباب حدوثها.»
وعلى الرغم من أن تشخيصات اضطرابات الشخصية المعادية للمجتمع تشمل ضعفين إلى ثلاثة أضعاف من أعداد السجناء كما تصنف على أنها اعتلالات نفسية، ويعتقد روبرت هير بأن معيار هير للسايكوباتية هو أفضل من ناحية القدرة على التنبؤ بالجرائم المستقبلية، العنف، والعودة إلى الإجرام في المستقبل بدلا من تشخيص الإصابة باضطراب الشخصية المعادية للمجتمع. ويقترح هير بأن هناك اختلافات ما بين معيار هير لتشخيص السايكوباثية وغير السايكوباثية من ناحية «معالجة المعلومات اللغوية والعاطفية واستخدامها» ومن المحتمل أن تكون هذه الاختلافات بسيطة ما بين هذه التشخيصات واضطراب الشخصية المعادية للمجتمع أو بدونه. وبالإضافة إلى ذلك، فإن هير ناقش اللُبس بشأن الكيفية التي يشخص بها اضطراب الشخصية المعادية للمجتمع، واللُبس الحاصل بخصوص الاختلاف ما بين اضطراب الشخصية المعادية للمجتمع والاعتلال النفسي، وكذلك اختلاف التنبؤات المستقبلية بشأن العودة إلى الإجرام وإمكانية الشفاء، وقد يكون لاضطراب الشخصية المعادية للمجتمع عواقب وخيمة في حالات مثل: قضايا المحكمة حيث غالبا ما ينظر إلى الاعتلال النفسي على أنه شكل من أشكال تفاقم الجريمة.
ومع ذلك، فلقد اقترح بأن الاعتلال النفسي كمحدد في ظل نموذج بديل لاضطراب الشخصية المعادية للمجتمع. وفي الدليل التشخيصي والإحصائي الخامس للاضطرابات العقلية تحت عنوان «الدليل التشخيصي والإحصائي الخامس للاضطرابات العقلية والبديل لاضطرابات الشخصية» يوصف كلا من اضطراب الشخصية المعادية للمجتمع والسمات السيكوباتية بما يتصفان به مثل: عدم الشعور بالقلق أو الخوف وبأساليب الشخصية الجريئة التي قد تخفي سلوكيات عدم القدرة على التأقلم (على سبيل المثال: الاحتيال). المستويات المنخفضة للانطوائية والمستويات العالية للبحث عن جذب الاهتمام مع إثبات انخفاض القلق تتعلق ب«الدعم الاجتماعي» و «الحصانة من الإجهاد» في الاعتلال النفسي.:765 في ظل الخصائص المحددة، الفعالة، والشخصية فهي أكثر أهمية مقارنة بالعناصر السلوكية.

### الأنواع الفرعية لثيودور ميلون
اقترح ثيودور ميلون وجود خمسة أنواع فرعية لاضطراب الشخصية المعادية للمجتمع:
| النوع                                                                | السمات |
| -------------------------------------------------------------------- | --- |
| الشخصية الرحّالة (و تتضمن سمات الشخصية الفصامية والتجنبية)            | يشعر بأنه منحوس، سيئ الحظ، منبوذ، تفكيره سطحي، تائه، جوّال مثل قبائل الغجر، مشرّد، ترك مقاعد الدراسة وشخص غير كفوء، من المتشردين المتجولين، الصعاليك، تائه، اندفاعه غير محمود. |
| الشخصية الحقودة (و تتضمن سمات الشخصية السادية والمريضة بجنون العظمة) | عدواني، ساخر، حقود، خبيث، قاسٍ، وحشي، امتعاضي؛ يتوقع الخيانة والعقاب؛ يرغب في الانتقام؛ عنيف، قاسي القلب، شجاع؛ بريء.                                                         |
| الشخصية الطمّاعة (مختلفة عن سمات الشخصية النزيهة)                     | يشعر عمدا بالإنكار والحرمان، جشع، حسود، متلهف بشكل غير قنوع؛ حسود، يسعى إلى الانتقام، ينهم بطمع؛ يستمتع أكثر بالأخذ بدلا من العطاء.                                          |
| الشخصية المجازفة (تتضمن السمات الهستيرية)                            | شجاع، مجازف، مقدام، جريء، متهور، متحدٍّ؛ مهمل، مخاطر، مندفع، أهوج؛ غير واعٍ بحجم المخاطر، يسعى إلى المجازفات الخطرة.                                                            |
| شخصية تدافع عن السمعة (تتضمن على سمات الشخصية النرجسية)              | يحتاج إلى أن يفكر في أنه معصوم عن الخطأ، لا يمكن تحطيمه، لا يقهر، لا يغلب، محترم، منيع؛ عنيد في حالة الشك؛ يبالغ في ردة الفعل على أتفه الأمور.                               |

وفي مكان آخر، يفرق ميلون ما بين عشرة أنواع فرعية (متداخلة جزئيا مع ما ورد أعلاه) - وهي الشخصية الطماعة، المجازفة، الحقودة، الدكتاتورية، القاسية، الشخصية التي بلا مبادئ، المخادعة، الشخصية الضعيفة، الشخصية المتفجرة، والشخصية فظة الطبع- ولكن ميلون يؤكد على وجه التحديد بأن: «العدد 10 ليس بأي حال من الأحوال خاص... وقد تقترح التصنيفات عند المستويات الأكثر غلظة أو الأكثر تفصيلا».

### التواكب المرضي
الحالات التالية تتواجد عادة مع اضطراب الشخصية المعادية للمجتمع:
• اضطرابات القلق
• الاضطرابات الاكتئابية
• اضطرابات السيطرة على الدوافع
• الاضطرابات المتعلقة بالمواد
• اضطراب الجسدنة
• اضطراب فرط الحركة وتشتت الانتباه
• اضطراب الشخصية الحدية
• اضطراب الشخصية الهستيرية
• اضطراب الشخصية النرجسية
• اضطراب الشخصية السادية
عندما يقترن الاضطراب بإدمان الكحول، قد يظهر على الأشخاص عجز في وظائف الفص الجبهي في الاختبارات النفسية العصبية بشكل أكبر من تلك المرتبطة بكل حالة.

## الأسباب والفيزيولوجيا المرضية
يبدو أن اضطرابات الشخصية تحدث بسبب مزيج من هذه التأثيرات الوراثية والبيئية. والتأثيرات الوراثية هي المزاج ونوع الشخصية التي ولد بها الفرد، والتأثيرات البيئية هي الطريقة التي نشأ بها الشخص وحصيلة التجارب التي مر بها.

### الهرمونات والناقلات العصبية
يمكن أن تؤدي الأحداث المؤلمة إلى إعاقة نمو الجهاز العصبي المركزي بشكل طبيعي، والذي بدوره يمكن أن يتسبب في إفراز الهرمونات التي يمكنها أن تغير الأنماط الطبيعية للنمو. العدوانية والاندفاعية من بين الأعراض المحتملة لاضطراب الشخصية المعادية للمجتمع. هرمون التستوستيرون هو الهرمون الذي يلعب دورا هاما في العدوانية في الدماغ. فعلى سبيل المثال، المجرمون الذين ارتكبوا جرائم عنف لديهم مستويات أعلى من هرمون التستوستيرون مقارنة بالشخص الطبيعي.. ويتصدى الكورتيزول لتأثير هرمون التستوستيرون مما يسهل السيطرة المعرفية على الميول الاندفاعية.
أحد الناقلات العصبية التي تمت مناقشتها لدى الأفراد المصابين باضطراب الشخصية المعادية للمجتمع هو السيروتونين. ووجد التحليل البعدي لـ 20 دراسة مستويات منخفضة من حمض هيدروكسي إندول أستيك بشكل ملحوظ 5-HIAA (يشير ذلك إلى انخفاض في مستويات السيروتونين)، خصوصا لدى أولئك الذين تكون أعمارهم أقل من 30 عاما..
وقد ناقش ديكين من جامعة مانشستر- رئيس وحدة العلوم العصبية والطب النفسي- أدلة إضافية على علاقة هيدروكسي التريبتامين (5HT) باضطراب الشخصية المعادية للمجتمع. ويقترح ديكين بأن انخفاض مستويات تركيز السائل النخاعي لحمض 5- هيدروكسي إندول أستيك واستجابة الهرمون لهيدروكسي التريبتامين قد أظهرا بأن اثنين من المسارات الصاعدة الرئيسة المتوسطة التلاؤم لهيدروكسي التريبتامين يستجيبان للظروف اللاحقة والراهنة. ويوضح ديكين بأن تلف خلايا هيدروكسي التريبتامين الخلفية يمكن أن يؤدي إلى انخفاض أداء المزاج، كما يظهر على مرضى اضطراب الشخصية المعادية للمجتمع. ومن الضروري ملاحظة بأن اختلال وظيفة هرمون السيروتونين قد لا تكون السمة الوحيدة التي تؤدي إلى اضطراب الشخصية المعادية للمجتمع ولكنها جانب من جوانب العلاقات المتعددة الأوجه ما بين العوامل الحيوية والنفسية الاجتماعية.[بحاجة إلى مصدر]
وفي حين قد تبين أن انخفاض مستويات هرمون السيروتونين قد تترافق مع اضطراب الشخصية المعادية للمجتمع، قد وجد دليل أيضا على أن انخفاض وظيفة هرمون السيروتونين يرتبط ارتباطا وثيقا بالاندفاعية والعدوانية من خلال عدد من النماذج التجريبية المختلفة. ولا ترتبط الاندفاعية فقط في عدم انتظام عملية أيض هيدروكسي التريبتامين، ولكنها قد تكون مرتبطة بالجانب النفسي المرضي الأكثر أهمية المتعلق بالاختلال الوظيفي.. وفي المقابل، يصنف الدليل التشخيصي والإحصائي للاضطرابات العقلية «الاندفاعية أو الفشل في التخطيط للمستقبل» و «الانفعالية والعدوانية» كاثنين من سبعة معايير فرعية في الفئة أ لمعايير تشخيص اضطراب الشخصية المعادية للمجتمع.
ولقد وجدت بعض الدراسات العلاقة ما بين أُكسيدازُ أُحادِيِّ الأَمين «أ» والسلوكيات المعادية للمجتمع - بما في ذلك اضطراب السلوك وأعراض اضطرابات الشخصية المعادية للمجتمع لدى البالغين، لدى الأطفال الذين تعرضوا لسوء المعاملة.[بحاجة إلى مصدر]

### اعتلال الأعصاب المحيطية
جوف الحاجز الشفاف CSP علامة على اعتلال الأعصاب المحيطية. ووجدت إحدى الدراسات بأن الذين لديهم جوف الحاجز الشفاف CSP كانت لديهم مستويات أعلى بشكل ملحوظ للشخصية المعادية للمجتمع، اعتلال نفسي، وكثرة اعتقالهم وإدانتهم مقارنة بالسيطرة على ذواتهم.

### التأثيرات الثقافية
يرى المنظور الاجتماعي - الثقافي لعلم النفس السريري بأن الاضطرابات تأثرت بالجوانب الثقافية، ولأن المعايير الاجتماعية تختلف بشكل كبير؛ فإن الاضطرابات العقلية مثل: اضطراب الشخصية المعادية للمجتمع ينظر إليها بشكل مختلف. ولقد اقترح روبرت هير بأن ارتفاع عدد الحالات التي قد سجلت إصابتها باضطراب الشخصية المعادية للمجتمع في الولايات المتحدة قد تكون مرتبطة بالتغيرات في الأعراف الثقافية، وبالتالي تساعد هذه الأعراف الثقافية في إثبات الميول السلوكية لدى العديد من الأفراد المصابين باضطراب الشخصية المعادية للمجتمع. وفي حين ازدياد نسبة الإصابة بالاضطراب قد تكون مرتبطة بجزء منه كحصيلة ثانوية فقط من اتساع نطاق الاستخدام (والإساءة) لتقنيات التشخيص، التي تساعد إريك بيرن في التفريق ما بين الأفراد المصابين باضطراب الشخصية المعادية للمجتمع النشط والكامن. والفئة الكامنة تبقي نفسها تحت السيطرة عن طريق اتباع المصادر الخارجية للسيطرة مثل: القانون، المعايير التقليدية، أو الدين، ولقد ُاقترح بشكل معقول بأن الانخفاض التدريجي للمعايير الجماعية قد يساعد فعلا في تخليص الأفراد المصابين باضطراب الشخصية المعادية للمجتمع الكامن من سلوكياتهم الاجتماعية السابقة.
وهناك أيضا نقاش مستمر بشأن المدى الذي ينبغي على النظام القانوني ليشارك في تحديد هوية المرضى الذين يعانون من أعراض أولية لاضطراب الشخصية المعادية للمجتمع وتقبلهم.

### البيئة
تشير بعض الدراسات بأن البيئة الاجتماعية والمنزلية قد ساهمت في تطور السلوكيات المعادية للمجتمع. ولقد ثبت بأن آباء هؤلاء الأطفال تظهر عليهم السلوكيات المعادية للمجتمع والتي قد تعلموها من أطفالهم.

### إصابات الرأس
لقد ربط الباحثون إصابات الرأس بالسلوكيات المعادية للمجتمع. وربط العلماء منذ الثمانينات إصابات الدماغ الرّضية -بما في ذلك الأضرار التي لحقت بالقشرة الأمامية الجبهية- بعدم القدرة على اتخاذ القرارات المقبولة أخلاقيا واجتماعيا. وقد لا يتطور لدى الأطفال الذين تعرضوا في وقت سابق لضرر في القشرة الأمامية الجبهية الاستدلال الاجتماعي أو الأخلاقي بشكل كامل ويصبحون "أفرادا معتلين نفسيا... ويتصف هذا الاعتلال بمستويات عالية من السلوكيات العدوانية والمعادية للمجتمع تؤدى من دون الشعور بالذنب أو التعاطف مع ضحاياهم." وبالإضافة إلى ذلك، فإن الأضرار التي لحقت باللوزة قد تضعف قدرة القشرة الأمامية الجبهية على تفسير ردود التغذية الراجعة من الجهاز الطرفي (الحوفِيّ)، والذي يمكن أن يؤدي إلى إشارات غير مكبوتة تظهر في صورة سلوكيات عنيفة وعدوانية.

## العلاج
يعتبر اضطراب الشخصية المعادية للمجتمع من بين أصعب اضطرابات الشخصية علاجا. وبسبب الانخفاض الشديد في القدرة على الندم أو غيابها؛ يفتقر الأفراد المصابين باضطراب الشخصية المعادية للمجتمع غالبا إلى الدوافع الكافية ويفشلون في رؤية ثمن تصرفاتهم المعادية للمجتمع. ويمكن أن يتظاهر الأفراد المصابين باضطراب الشخصية المعادية للمجتمع بالندم فقط بدلا من الأخذ على عاتقهم التغير فعلا: وقد يكونون جذابين بشكل فاتن وكاذبين، وقد يخادعون الموظفين وزملائهم المرضى أثناء فترة العلاج. وقد أظهرت الدراسات بأن العلاج في العيادات الخارجية ليس من المرجح أن يكون ناجحا، ولكن مدى عدم استجابة الأشخاص المصابين باضطراب الشخصية المعادية للمجتمع للعلاج تماما قد يكون أمرا مبالغا فيه.
وقد يبقى المصابون باضطراب الشخصية المعادية للمجتمع في طور العلاج فقط كما يتطلبه المصدر الخارجي مثل: الإفراج المشروط. وهناك توصيات بالبرامج العلاجية التي تتطلب المكوث في المستشفى والتي توفر بيئة مسيطرة بعناية للمبنى والمراقبة جنبا إلى جنب مع المواجهة مع الأقران. وهناك بعض الأبحاث حول علاج اضطرابات الشخصية المعادية للمجتمع التي أظهرت نتائج إيجابية للتدخلات العلاجية. ويجري التحقق أيضا من علاج منظومة التفكير كوسيلة لعلاج اضطراب الشخصية المعادية للمجتمع. ويبرز تعليق تشارلز بوردين على العلاج المتعدد المنهجيات التأثير القوي له، والذي يمكن أن يحسن هذه المسألة المهمة. ولكن هذا العلاج يتطلب تعاون ومشاركة كاملة من جميع أفراد العائلة. ووجدت بعض الدراسات بأن وجود اضطراب الشخصية المعادية للمجتمع لا يتداخل بشكل كبير مع علاج الاضطرابات الأخرى مثل: تعاطي المخدرات بالرغم من أن الآخرين قد ذكروا نتائج متناقضة.
قد يكون لدى معالجي الأفراد المصابين باضطراب الشخصية المعادية للمجتمع مشاعر سلبية تجاه مرضاهم الذين لديهم تاريخ عريق للسلوكيات العدوانية، الاستغلالية، والمسيئة. ويجب أن تركز الأساليب العلاجية على الحجج العقلانية والانتفاع من أخطاء الماضي المتكررة بدلا من محاولة تنمية الضمير لدى هؤلاء الأفراد. وسوف تركز هذه المنهجيات على القيم الملموسة والمادية للسلوك الاجتماعي.
ولم توافق إدارة الغذاء والدواء الأمريكية على أية أدوية لعلاج اضطرابات الشخصية المعادية للمجتمع بالرغم من أن بعض الأدوية النفسية قد تخفف من أعراض الحالات التي ترتبط في بعض الأحيان بالاضطراب وبأعراضه مثل: العدوانية. ومن هذه الأدوية: مضادات الذهان، مضادات الاكتئاب، والأدوية المثبتة للمزاج.

## التنبؤات
ووفقا لإميلي سايمونوف -أستاذة في معهد الطب النفسي- "أظهر اضطراب فرط الحركة واضراب السلوك أثناء الطفولة توقعات قوية ومماثلة للإصابة باضطراب الشخصية المعادية للمجتمع وارتكاب الجرائم في وقت مبكر وفي منتصف حياة البالغين. وكان انخفاض نسبة الذكاء ومشاكل القراءة من أبرز المشاكل في علاقاتهم مع السلوكيات المعادية للمجتمع في مرحلتي الطفولة والمراهقة.

## علم الأوبئة
يوجد اضطراب الشخصية المعادية للمجتمع بنسبة 3٪ إلى 30٪ من عدد مرضى العيادات الخارجية للأمراض النفسية. وينتشر هذا الاضطراب بنسبة أكبر لدى أشخاص معينين مثل: السجناء، حيث أن هناك احتمالية أن يكونوا مجرمين عنيفين. وذكرت مراجعة مطبوعات الدراسات التي أجريت عن الاضطرابات العقلية لدى السجناء في عام 2002 بأن 47% من السجناء الذكور و21% من السجينات لديهم اضطرابات الشخصية المعادية للمجتمع. وعلى نحو مماثل، ارتفاع نسبة الإصابة باضطراب الشخصية المعادية للمجتمع بين المرضى المسجلين في برامج معالجة الإدمان على الكحول أو المخدرات الأخرى من عموم السكان (هير عام 1938)، مقترحا بذلك علاقة ما بين اضطراب الشخصية المعادية للمجتمع والإدمان على الكحول والمخدرات الأخرى وأتباعها.
دراسة اجرتها جامعة كولورادو كولورادو سبرينغز لمقارنة اضطرابات الشخصية مع مؤشر أنواع الشخصية ل مايرز بريجز وجدت ان الاضراب له ارتباط كبير مع الشخصيات التي تحمل سمات تفضيل الحدس (N)، التفكير (T)، والإدراك (P).

## التاريخ
أدرجت أول نسخة من الدليل التشخيصي والإحصائي للاضطرابات العقلية في عام 1952 اضطراب الشخصية المعتلة اجتماعيا في القائمة. وكي يدرج الأفراد المصابين بهذا الاضطراب في القائمة كانوا يتصفون «بالمرض في المقام الأول من ناحية المجتمع والتكيف مع البيئة السائدة، وليس فقط من ناحية عدم الشعور بالراحة الشخصية وبإقامة العلاقات مع الأفراد الآخرين.» وكان هناك أربعة أنواع فرعية يشار إليها «بردات الأفعال» وهي: الأشخاص المعادون للمجتمع، الأشخاص المستهينون بالمجتمع، الأشخاص الجنسيون والمدمنون. وقيل بأن ردات فعل الشخصية المعادية بالمجتمع تتضمن الأشخاص الذين كانوا «دائما في ورطة» ولا يتعلمون منها، ويستمرون«في تصرفاتهم المخادعة»، قساة القلب دائما ويفتقرون إلى الإحساس بالمسؤولية، مع قدرتهم على «تبرير» سلوكياتهم. ووصفت هذه الفئة على أنها أكثر فئة معينة ومحدودة من المفاهيم الموجودة «للحالة الصحية للشخصية المعتلة نفسيا» أو «الشخصية المعتلة نفسيا» والتي لها معنى شامل جدا؛ أما التعريف الأضيق كان جنبا إلى جنب مع المعايير التي قدمها هرفي كليكلي من عام 1941، في حين أن مصطلح الشخصية المعتلة اجتماعيا قدمه جورج بارتريدج.
وأعاد الدليل التشخيصي والإحصائي الثاني للاضطرابات العقلية في عام 1968 ترتيب الفئات وأدرجت الآن «الشخصية المعادية للمجتمع» كأحد اضطرابات الشخصية العشرة، ولكن لا يزال يوصف بالمثل لتستخدم في وصف الاشخاص «الانطوائيين في الأساس»، الأشخاص الذين هم في خلافات مستمرة مع المجتمع، الأشخاص غير القادرين على الالتزام بالوفاء، الأنانيين، الذين لا يتحملوا المسؤوليات، الأشخاص غير القادرين على الشعور بالذنب أو التعلم من التجارب السابقة، والأشخاص الذين يميلون إلى لوم الآخرين وتبرير تصرفاتهم. تحوي مقدمة الدليل «تعليمات خاصة» تتضمن أن «الشخصية المعادية للمجتمع يجب دائما أن تُصنف إما خفيفة أو متوسطة أو شديدة.» حذر الدليل التشخيصي والإحصائي الثاني للاضطرابات العقلية بأن تاريخ الجرائم القانونية أو الاجتماعية لم يكن كافيا بحد ذاته لتبرير التشخيص، وأنه ينبغي أن تستثنى «مجموعة ردات الفعل الإجرامية» لدى الأطفال أو المراهقين أو «عدم التكيف الاجتماعي من دون وجود اضطراب نفسي واضح» أولا من الفئات. تحول نوع الشخصية الانطوائية في الدليل التشخيصي والإحصائي الثاني للاضطرابات العقلية إلى «السلوكيات الانطوائية» للأفراد الجشعين أو الذين يقومون بالكثير أو القليل من الجرائم المتتابعة مثل: المبتزون، المقامرون المخادعون، البغاة، مروجو المخدرات المتجولين. (صنف الدليل التشخيصي والإحصائي الأول للاضطرابات العقلية هذه الحالة على أنها اضطراب شخصية معتلة اجتماعيا ومن النوع الانطوائي.) وقد تظهر مرة أخرى في وقت لاحق كمسمى للتشخيص في دليل التصنيف الإحصائي الدولي للأمراض والمشاكل المتعلقة بالصحة الذي قدمته منظمة الصحة العالمية، وسمي في وقت لاحق باضطراب الشخصية المستهينة بالمجتمع ويعتبر مماثل تقريبا لتشخيص اضطراب الشخصية المعادية للمجتمع.
وتضمن الدليل التشخيصي والإحصائي الثالث للاضطرابات العقلية في عام 1980 على مصطلح شامل لاضطراب الشخصية المعادية للمجتمع، وكما هو الحال مع الاضطرابات الأخرى، كانت هناك قائمة مرجعية كاملة بالأعراض التي تركز على السلوكيات الملحوظة لتعزيز ترابط التشخيصات بين الأطباء النفسيين المختلفين (الموثوقية بين التصنيفات). واستندت قائمة أعراض اضطراب الشخصية المعادية للمجتمع على معايير تشخيص البحوث والتي تسمى بمعايير فينر منذ عام 1972، وبالتالي ينسب الفضل إلى حد كبير إلى البحوث المؤثرة التي قامت بها عالمة الاجتماع لي روبينز ونشرت في عام 1966 باسم «لقد كبر الأطفال المنحرفون.» ومع ذلك، أوضحت روبينز في وقت سابق أنه في حين أن المعايير الجديدة للمشاكل السلوكية السابقة في مرحلة الطفولة جاءت من عملها، توصلت هي ومساعدتها الباحثة النفسية باتريشيا أونيل إلى المعايير التشخيصية التي استخدموها من زوج لي الطبيب النفسي إيلي روبينز، أحد واضعي معايير فينر التي كان قد استخدمها كجزء من المقابلات التشخيصية.
حافظ الدليل التشخيصي والإحصائي الرابع للاضطرابات العقلية على مسار أعراض السلوكيات المعادية للمجتمع بينما لاحظ «بأن هذا النمط قد تمت الإشارة إليه سابقا كاعتلال نفسي، اعتلال اجتماعي، أو اضطراب الشخصية المعادية للمجتمع» وتضمنت مجددا في ملخص نصي تحت عنوان «سمات مرتبطة» بعض سمات الشخصية الضمنية من التشخيصات السابقة. ويوجد لدى الدليل التشخيصي والإحصائي الخامس للاضطرابات العقلية نفس التشخيص لاضطراب الشخصية المعادية للمجتمع. ويقترح الدليل الجيبي للاختبارات التشخيصية للدليل التشخيصي والإحصائي الخامس للاضطرابات العقلية بأن الشخص المصاب باضطراب الشخصية المعادية للمجتمع قد تظهر عليه «السمات السيكوباتية» إذا كان يظهر عليه/عليها «عدم الشعور بالقلق أو الخوف، أوكان شخصا جريئا ولديه أساليب الشخصية المؤثرة.»

## اقرأ المزيد
- Millon، T.؛ Davis، R. (1998). "Ten Subtypes of Psychopathy". في Millon، T.؛ وآخرون (المحررون). Psychopathy: Antisocial, Criminal and Violent Behavior. New York. ISBN:1572303441.{{استشهاد بكتاب}}:  صيانة الاستشهاد: مكان بدون ناشر (link)

## وصلات خارجية
- "Into the Abyss." Article on street crime referencing the roots and consequences of sociopathic behavior
- DSM-IV-TR Criteria for Antisocial personality disorder
- Psychopathy and Antisocial Personality Disorder: A Case of Diagnostic Confusion
- Recent Studies Implicate Slow Monoamine Oxidase Enzyme/High Circulating T3 in Antisocial Behavior/Aggression/Violence 2007